# Epsilon Leonis
Pour les articles homonymes, voir Epsilon (homonymie).
Désignations
Epsilon Leonis (en abrégé ε Leo) est une étoile géante de la constellation du Lion. Sa magnitude apparente est de +2,98. D'après la mesure de sa parallaxe annuelle par le satellite Hipparcos, elle est située à environ 247 années-lumière de la Terre. Elle s'éloigne du Système solaire à une vitesse radiale de +4,3 km/s.

## Propriétés
Epsilon Leonis est une étoile géante jaune évoluée de type spectral G1IIIa. Elle est âgée de seulement 210 millions d'années, mais étant donné qu'elle est 3,7 fois plus massive que le Soleil, elle a déjà épuisé les réserves en hydrogène de son cœur et quitté la séquence principale. Le rayon de l'étoile est environ 21 fois plus grand que le rayon solaire, elle est 400 fois plus lumineuse que le Soleil et sa température de surface est de 5 367 K.
Epsilon Leonis est une étoile variable suspectée, avec une possible variation comprise entre les magnitudes 2,95 et 3,04.

## Nomenclature
ε Leonis, latinisé Epsilon Leonis, est la désignation de Bayer de l'étoile. Elle porte également la désignation de Flamsteed de 17 Leonis.
Rasalasad est le nom généralement porté par cette étoile bien qu’il ne soit pas à ce jour approuvé par l’Union astronomique internationale (UAI). Il fut introduit par Giuseppe Piazzi (1814) sous la forme Rasalasad A. à partir de la transcription Râs AlAsad donnée par Thomas Hyde (1665) dans sa traduction du سلطانی Zīğ-i Sulṭānī ou « Tables sultaniennes » d’Uluġ Bēg (1437) du traité d’Uluġ Bēg (1437). Ce nom vient de l’arabe رأس الأسد الجنوبي Ra’s al-Asad al-Ğanūbī, « la Tête du Lion, Australe » dans le ciel gréco-arabe, c'est-à-dire le ciel que les astronomes arabes ont hérité des Grecs, où cette étoile fait couple avec μ Leonis qui est, quant à elle, الشمالي al-Šamālī « la Boréale », la seule de ces deux étoiles dont le nom est retenue par l’UAI sous la forme Rasalas (voir l'article de Mu Leonis).
ε Leonis se nomme aussi Ras Elased Australis, forme introduite par Johann Bode (1801), ainsi que Algenubi, nom relevé par Richard Allen (1899), ce qui donne autant de noms repris par divers catalogues. 
En Mésopotamie, cette étoile est connue comme SAG LI.TA-tum, « la Tête, Inférieure » du Lion (UR.GU.LA) dans une figure déjà complète dont ont directement hérité les Grecs,. 